# Мацуо Басьо
 Мацуо́ Басьо́, або Мацуо Башьо (яп. 松尾芭蕉, まつお ばしょう (Мацуо Басо, Мацуо Башо) МФА: [mat͡su.o baɕoː]; 1644 — 28 листопада 1694) — японський поет періоду Едо. За життя Мацуо Басьо здобув визнання через свої твори у жанрі спільної творчості хайкай но ренґа; нині, після століть досліджень і коментарів, він є визнаним як найвеличніший майстер коротких та чітких хайку, або, як вони звались у минулому, хокку. Сам Басьо також вважав своїм найбільшим досягненням участь у складанні ренґа. Він говорив: «Багато хто з моїх послідовників можуть написати хокку так само добре, як і я сам. Але тільки у складанні строф хайкай я показую себе — справжнього».
Творчість Басьо відома у багатьох країнах світу і перекладена багатьма мовами, а в Японії його поезія відтворена на пам'ятниках і у визначних місцях.
Басьо почав писати у ранньому віці, а після знайомства з інтелектуальним середовищем Едо (тепер — Токіо) він став добре відомим по всій Японії. Спочатку поет заробляв собі на життя вчителюванням, але згодом відмовився від міського стилю суспільного життя літературних кіл; він надавав перевагу довгим подорожам всією Японією, вирушаючи на схід, захід і в далекі дикі північні місця, де шукав натхнення для творчості. Поезія Мацуо Басьо перебувала під безпосереднім впливом навколишнього світу, часто концентруючи відчуття поета в кількох простих образах. Помер у подорожах, серед своїх учнів.

## Імена та образ поета
«Мацуо» було прізвищем поета, але зазвичай його називають просто «Басьо» без прізвища. Його дитячим ім'ям було «Кінсаку», а доросле «Мунефуса». Найвідоміші його псевдоніми це «Тосей» (Квітучий персик), на честь китайського поета Лі Бо, чиє ім'я означає квітуча слива. Пізніше він взяв собі ім'я Басьо (Банан), після того як його учень подарував йому це дерево. Дерево він посадив коло свого будинку. Йому сказали, що клімат у місці його проживання занадто холодний, тому дерево не плодоноситиме. Цим псевдонімом він мав на меті виклика́ти думку про марність життя поета.
Прижиттєвих зображень Мацуо Басьо майже немає, зазвичай послуговуються ескізами та офортами кількох його учнів та сучасників, намальованих доволі невиразно. Найвідоміші обриси Басьо змальовані його послідовниками: поетом Бусоном, Сугіяма Сампу (поетом-учнем, що подарував йому його «банановий будиночок»), Морікава Кьоріку (художник і поет що написав в 1693 році старого Басьо, одягненого для подорожі).
Загалом, вважається, що Басьо був струнким чоловіком невеличкого зросту, з тонкими витонченими рисами обличчя, густими бровами і виступаючим носом. Як це прийнято у буддистів, він голив голову. З його мандрівних записів відомо, що здоров'я у нього було слабке, все життя він страждав розладом шлунка. За листами поета можна припустити, що характером він був спокійною, поміркованою та врівноваженою людиною, був надзвичайно дбайливим, щедрим і вірним по відношенню до рідних і друзів. Попри те, що все життя страждав від злиднів, Басьо, як справжній філософ-буддист, майже не приділяв уваги цій обставині.

## Життєпис
Поезія Басьо — літопис його життя. Значна частина віршів Басьо — плоди його роздумів у дорозі. Багато віршів присвячені померлим друзям.

### Дитинство й родина
Мацуо Басьо народився 1644 року в кварталі Акасака містечка Уено провінції Іґа. Його батько Мацуо Йодзаемон був за походженням самураєм, проте в мирний час займався викладанням каліграфії. Окрім Басьо родина мала 5 дітей, серед яких старшим був брат поета Мацуо Хандзаемон. Після смерті батька в 1656 році останній став головою роду. Третя, по рахунку, дитина родини Мацуо, при народженні отримав ім'я Кінсаку, що згідно із японською традицією неодноразово змінювалось (Хансіті, Тоситіро, Тюемон, Дзинсітіро), аж поки у 20-річному віці він не отримав постійне ім'я — Мунефуса.
Батько і старший брат майбутнього поета викладали каліграфію при дворах забезпеченіших самураїв, відтак юнак Майцуо, спершу, отримав якісну домашню освіту. Мунефуса вивчав китайську та японську класичну літературу, каліграфію та звичаєві практики.

### Юначі роки та учнівство
В 1653 році малий Мацуо не став служкою, а став другом Тодо Йосітада, що був сином сюзерена Тодо Йосікійо, командувача самурайськими загонами уділу Цу, що мав річний дохід 5 тисяч коку. Басьо проводив багато часу зі своїм господарем, що був старшим за нього всього на 2 роки. Хлопці швидко подружилися і разом захоплювались поезією. Йоситада мав можливість брати уроки в найкращих вчителів та поетів того часу й своïми знаннями він охоче ділився з другом, так вони разом захопилися хайкай з від відомого майстра слова Кітамури Кіґіна, представника поетичної школи Теймон.
Дзінсітіро разом зі своїм сюзереном Тодо Йосітада, який обрав собі псевдонім Сенгін, зазвичай практикувалися у віршуванні, складаючи модні в тогочассі ренґа. Молодиків запримітив місцевий поет Огіно Ансей та видав в 1662 році кілька їх творів (один вірш
Йоситади Сенгіна i два вірші Мацуо Мунефуси) у своїй антології «Сайоно Накая-Масю», це була перша публікація Басьо, у 18 років. Саме тоді він і взяв собі літературне ім'я Мунефуса.

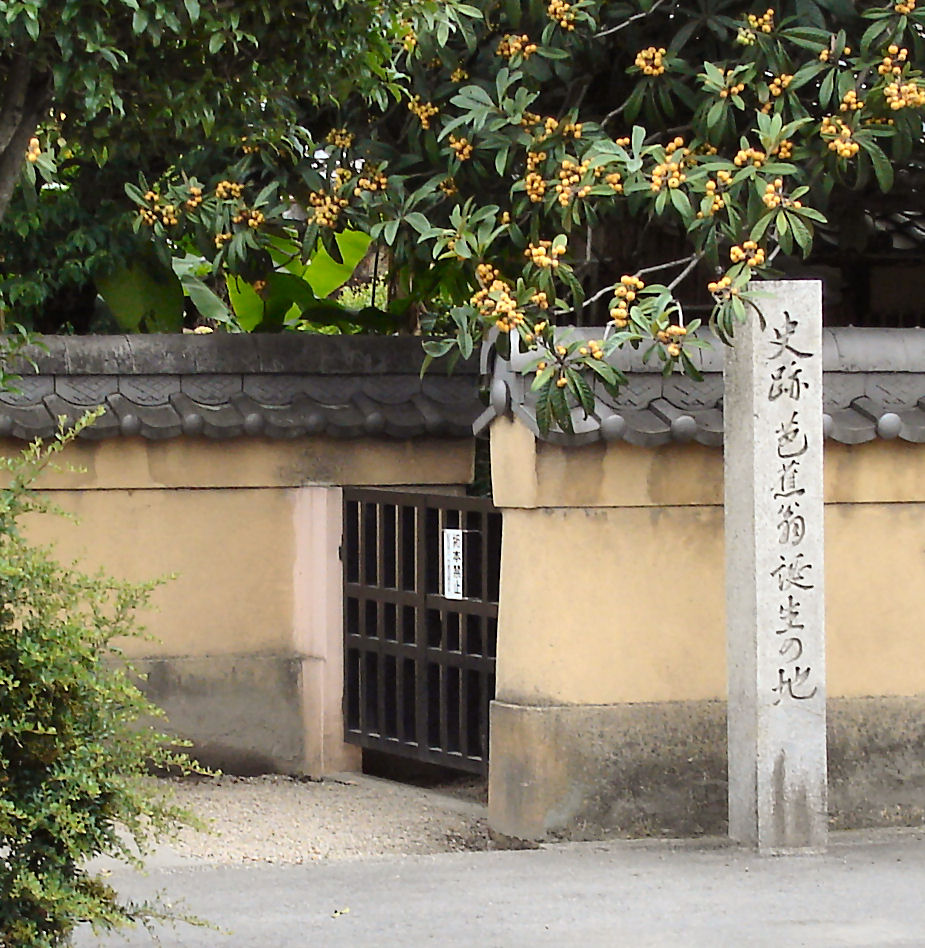
Місце в провінції Іґа, в якому, як вважається, народився Басьо

Через рік Йоситада й Мунефуса взяли участь у складанні колективноï поеми, на сто строф разом з найкращими поетами провінціï Іга на чолі зі славним Кітамурою Кигіном (1624—1705), відомим в історіï японськоï культури поетом i вченим-філологом. Отже, початок поетичних кар'єр двох друзів вимальовувався в райдужних фарбах. Але в травні 1666 року сталося несподіване: Тодо Йоситада помер від хвороби — Басьо втратив приятеля, колегу та впливового заступника, що міг би сприяти йому в подальшій службовій кар'єрі. Басьо був змушений повернутися до рідної домівки, де прожив деякий час на утриманні старшого брата.

### Переїзд до столиці— Кіото
Ще з 1664 Мунефуса та Сенгін навідувалися до Кіото навчатися до місцевих вчителів та майстрів слова. Тож розпрощавшись з родиною Тодо Йосітада, в 1666 році, він подався до їхнього вчителя в Кіото. Там, під опікою Кітамури Кігіна, Басьо вивчав японську класичну літературу, вдосконалював свою поетичну майстерність. Знайомився також з китайською поезією, особливо епохи Тан (VII- ІХ столітті). Тут його наставником був конфуціанець Іто Таньан (1623—1708).
У третій чверті XVII століття, коли Басьо починав свою поетичну кар'єру, в Японії існували дві школи поезії хайкай: «Теймон», засновником якої був Мацунага Тейтоку (1571—1653), і «Данрін», яку очолював Нісіяма Соїн (1605—1682). Прихильники школи «Теймон» стиль своїх віршів називали Кофу («давній стиль»), поети з «Данрін» проповідували зовсім протилежну манеру — Орендаторю (дослівно «В голландському дусі», тобто на закордонний манер). На практиці виражалося це в тому, що теймонци, у виборі тем орієнтуючись на класичну поезію, дуже обережно і майстерно вводили в свої вірші «непоетичну», жартівливу лексику і тим самим просто намагалися розширити традиційний поетичний канон. Данрінців же можна назвати борцями проти всіх попередніх канонів. Вони були експериментаторами і в тематиці, і в лексиці, і навіть у формі — кількість складів в їх хоку часто значно перевищувала цифру 17. Деякі риси нового стилю, який пізніше отримає назву Сьофу («справжній стиль»), почали з'являтися в творах поетів, які формально належали до шкіл Теймон або Данрін, але найбільший внесок у становлення нового стилю зробив Басьо.
Спершу, живучи в Уено й Кіото, Басьо був, звичайно ж, прихильником «давнього стилю» школи Теймон. Це пояснюється, по-перше, тим, що саме місто Кіото, давня столиця Японії, був оплотом цієї школи, а по-друге, тим, що альтернативна їй школа Данрін в 60-х роках XVII століття тільки зароджувалася і про якусь конкуренцію мова ще не йшла. Він жив у Кіото протягом наступних шести років та публікував поеми у кількох антологіях. Відомо про публікацію його двох віршів у збірці «Кайой» («Гра в ракушки») та коментарі до 58 віршів інших поетів цієї збірки.

### Переселення до нової столиці— Едо
Навесні 1672 року сьогун запросив Кігіна до Едо, а разом з тим до нової столиці приїхав й його учень Тосей. Басьо переїхавши Едо (так тоді називалося Токіо), влаштовується на державну службу — відповідальний за будівництво споруд з водозабезпечення в Секігуті, округу Коісікава в Едо. Але працюючи, Басьо продовжив вивчати класиків, писати вірші й поступово відійшов від школи Теймон. Його більше приваблював вільний стиль нового напрямку (саме тут, в Едо, цей напрямок одержав, в 1675 році, назву Данрін і став власне школою з багатьма прихильниками). Деякий час в число прихильників Данрін входив і Басьо, але він ніколи не вдавався до крайнощів «голландського» стилю, як, наприклад, Іхара Сайкаку (1642—1693), згодом видатний прозаїк. Більш того, коли змагання за першість між школами Теймон і Данрін тільки починалося, Басьо вже став розуміти обмеженість, однобічність і тієї, й іншої школи. Це можна проілюструвати таким, на перший погляд незначним, фактом: в 1674 році, саме в період зародження полеміки між «старописцями» і «новоголландцями», Басьо вибрав собі псевдонім Тосей.
Але життя чиновника було для поета нестерпним і, захоплений віршуванням, він полишає чиновницьку рутину і стає учителем поезії. Згодом Тосей створює власну школу хайкай. До її складу поступово увійшли його численні учні і послідовники: Дзьосо, Кьорай, Кікаку, Рансецу, Сампу, Сіко та інші. «Персик зелений» цілком перегукувалося зі словосполученням «слива біла» — так перекладається прізвище та ім'я великого китайського поета Лі Тай-бо (701—762) — цей символізм вказував з яким пієтетом ставився Басьо до одного з геніїв китайської культури і тим самим намітив третю рівноправну складову частину своєї майбутньої «істинної школи». Завершальним акордом захоплення китайською культурою та філософією стало ґрунтовне вивчення дзен-буддизму в 1680 році під опікою ченця Буттьо Осьо.

### Бананова хатинка
Вчитель хайку Тойсей ставши прихильником і провідним предтавником однієї з провідних і модних поетичних шкіл того часу — Данрін. Число його учнів, багато з яких потім прославилися, стає дедалі більше. З кожною публікацією рік від року зростала і слава. Один з його друзів і учнів, Сугияма Сампу, багатий постачальник риби для ставків сьогуна, віддає в розпорядження Тосея свою хатину, розташовану на лівому березі річки Сумида в окрузі Фукагава. Тут в саду Тосей посадив бананове дерево (басі), і учні стали називати його хатину «Басьо-ан» («Обитель бананового листя»). Після цього поет прийняв ім'я Басьо, під яким він найбільше і відомий.

### Перша мандрівка
У серпні 1684 року в супроводі свого учня Тірі, в сорокарічному віці, Мацуо Басьо вирушає в свою першу подорож. В ті часи подорожувати по Японії було дуже важко: численні застави і нескінченні перевірки паспортів завдавали подорожнім чимало клопоту та метикуватість Басьо і його відомість сприяли проходженню тих перепон. За переказами, його дорожнє вбрання було таким: великий плетений капелюх (якого, зазвичай, носили священики) і світло-коричневий бавовняний плащ, на шиї висіла сумка, а в руці посох і чотки зі ста вісьмома намистинами. У сумці лежали дві-три китайські і японські антології, флейта і крихітний дерев'яний гонг.
Після багатоденної подорожі по головному тракту Токайдо, Басьо і його супутник прибули в провінцію Ісе, де вклонилися легендарному храмовому комплексу Ісе дайдзінгу, присвяченому синтоїстській богині Сонця Аматерасу Омікамі. У вересні вони опинилися на батьківщині Басьо, в Уедо, де поет побачив брата і дізнався про смерть батьків. Потім Тірі повернувся додому, а Басьо, після мандрів по провінціях Ямато, Міно і Оварі, знову прибуває в Уено, де зустрічає новий рік. Згодом він знову рушає, цього разу відвідує провінції Ямато, Ямасиро, Омі, Оварі і Каї, а в квітні повертається в свою бананову хатинку.
Подорож Басьо, окрім пізнавальності ще й служила поширенню його поетичному стилю, бо скрізь поети і аристократи запрошували його до себе в гості.

### Останні мандрівні роки

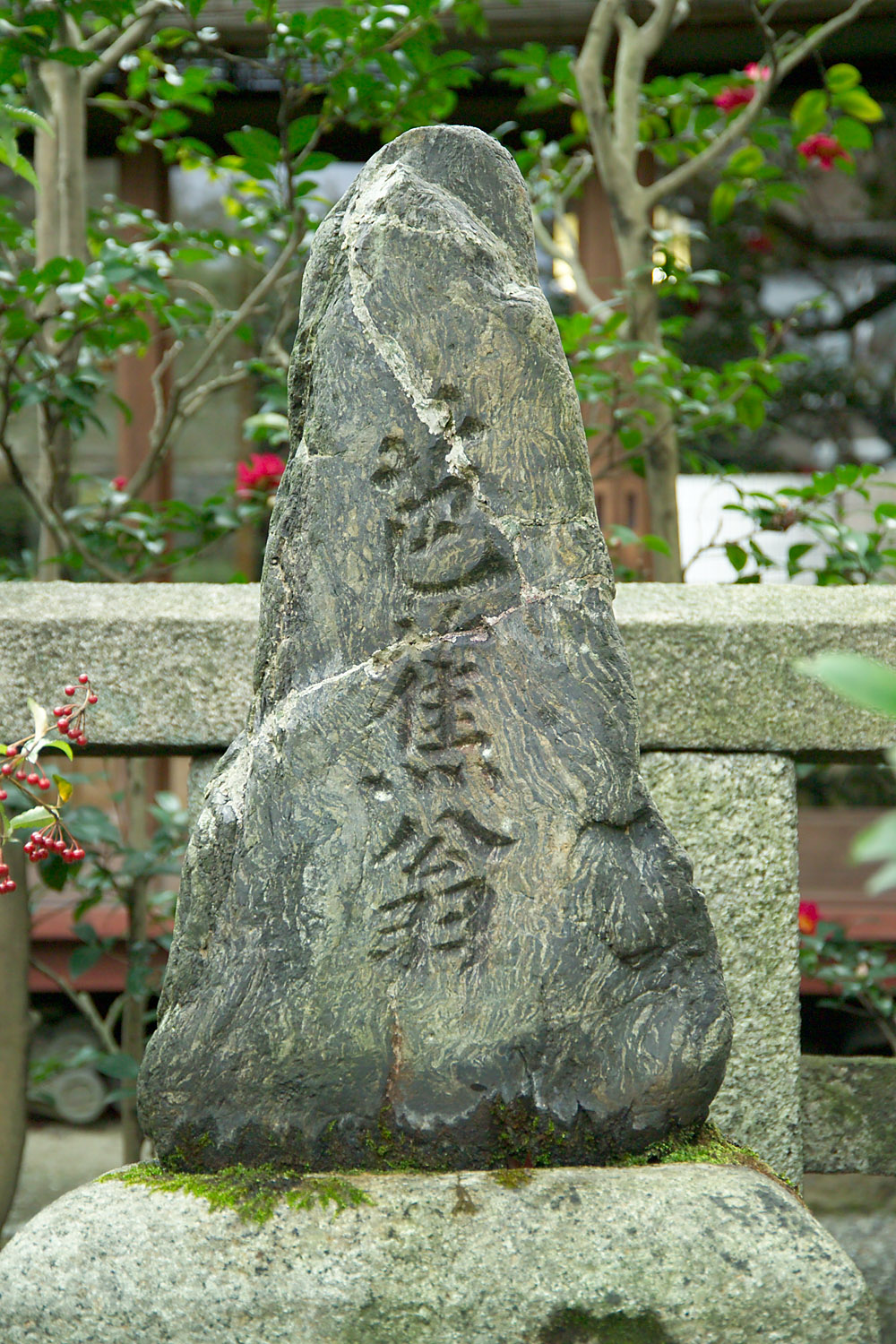
Могила Басьо в Оцу, Префектура Сіґа

Перебуваючи в постійному неспокої він писав одному своєму другові, що «стурбований іншим, я не маю спокою». Тому він подався в найтривалішу свою подорож, разом з його учнем по імені Сора, що почалося в березні 1689 року і тривало сто шістдесять днів. Повернувшись в Едо, взимку 1691 року, Басьо поселився у своїй третій «банановій хатинці», також спорудженій за сприянням його учнів. Однак цього разу він був не самотній, а взяв з собою племінника і його подругу, які щойно оговталася від хвороби.
У 1691 році він ненадовго подався до Кіото. Трьома роками пізніше знову відвідав рідний край, а потім прийшов в Осаку. Старий поет сподівався ще продовжити свої мандрівки далеко на північ, де живуть айни, щоб побачити всю Японію.

### Смерть поета
Останні дні Мацуо Басьо були трагічні. 1694 року він в останній раз відвідав рідний край і повернувся в Осаку, де 2 вересня став гостем в особняку пані Сона, яка влаштувала розкішний прийом на його честь. Поет, маючи дуже слабке здоров'я, давно вже страждав порушеннями травлення. Ця вечеря стала для нього фатальною, хвороба загострилася.
Басьо не хотів, щоб його лікував чужий лікар, і довірив свою долю учневі — Мокусецу з Осо. Але той був безсилий допомогти вчителю і наполягав на запрошенні лікаря. Басьо категорично відмовився: «Ні, твоє лікування мене цілком влаштовує. Нікого іншого мені не треба». Звістка про хворобу вчителя рознеслася швидше вітру, і до дому Нідзаемона, власника квіткової лавки, де в задній кімнаті лежав вмираючий поет, стали стікатися натовпи його шанувальників. Найбільш наближені учні охороняли спокій Басьо, і нікого не пускали до нього, висловлюючи глибоку вдячність за увагу.
Наступного дня (12 жовтня) Басьо попросив приготувати йому ванну і, закликавши до свого ложа Кикаку, Кьорея, Дзьосо, Отокуні і Сейсю, продиктував докладний заповіт про те, як розпорядитися його майном, а також залишив послання своїм учням і слузі в Едо про те, як розпорядитися його рукописами та інше. Записку своєму братові Хандзаемону в Уено він написав сам. Висловивши все, що йому хотілося, він склав руки і, пошепки прочитавши щось, що нагадує уривок з сутри Каннон, незабаром після чотирьох годин дня, у віці п'ятдесяти одного року, видав останній подих.

## Творчі набутки
Національний поет Басьо посів в історії японської літератури таке ж почесне місце, як Петрарка в Італії. Він створив по-справжньому нову поезію, дзеркало свого часу, наділивши її немеркнучою красою, глибиною думки і почуттів. Взагалі, потрібно підкреслити, уся творчість Басьо — це яскравий приклад органічного поєднання шанобливого ставлення до традицій і постійного пошуку нового, високої духовності і здатності радіти звичайним дрібницям земного життя, широкої ерудиції і вміння побачити найістотніше.
Набуток Басьо складається приблизно з тисячі тривіршів, кількох подорожніх щоденників, коментарів до поетичних антологій, листів до друзів і учнів, а також декількох сотень строф, написаних під час складання так званих «ренґо» — колективних поем, ліричні щоденники, передмови до книг і віршів, листи, що містять судження про мистецтво і творчі процеси в поезії.

### Передумови
Захоплення поетикою в Мацуо Басьо виникло не на пустому місці, адже культура віршування в тогочасній Японії була визначальною суспільною складовою, яка просякла в усі верстви японської спільноти та сфери їхнього буття. Віршування стало головним та масовим культурним та інтелектуальним атрибутом та навиком японця. Японська поезія XVII сторіччя, як це було й раніше у переломні епохи, відігравала провідну роль у формуванні нового мистецтва. Головне, що поезія в цю епоху була масовим видом мистецтва; вірші читали, вчили напам'ять. На перший план вийшли комічні жанри поезії, величезним успіхом користувався жанр хокку (дотепність, жарт). У кінці хайянської епохи строфи танка почали об'єднувати у довгі ланцюги. Поступово виникли складні правила, народилась нова літературна форма — ренга (нанизування строфи).
Для складання ренги збирались поетичні гуртки, строфи складались почергово. Першу строфу (хокку) доручали кращому поету, а всього строф могло бути 36 (касен) або сто (хякуін). Ренга — це сюїта з несподіваним поворотом сюжету, котрий немов викреслює зиґзаґи. Жорсткі правила обмежували поета, прописуючи йому, у котрій за порядком строф має виникнути образ місяця, а в котрій не можна згадувати богів і будд.
Одна тема розвивалась зазвичай упродовж трьох строф. Хокку мало бути перейняте настроями, навіяними певними порами року, в ньому була заборонена тема кохання й панував пейзаж. З'явилися збірки хокку. Воно поступово відділялось від ренги і виокремилося в самостійний жанр — значна подія в японській літературі. Саме хокку стало суперником танки. Городянам нелегко було засвоювати правила ренги. З'явились свого роду літературні цехи. Професійний майстер на чолі групи учнів створював свою школу з особливими прийомами і технічними засобами. Ці уроки давали йому кошти на прожиток.

### Поезія Мацуо Басьо
Одним із прославлених майстрів словастав Мацуо Басьо, який заснував школу талановитих і відданих йому послідовників. За свідченням сучасників, він був людиною неабиякої чарівності й моральних чеснот, справжнім подвижником мистецтва. Народившись на початку XVII сторіччя, Басьо застав суперництво двох найвідоміших поетичних шкіл: Теймон і Данрін. Школа Теймон відрізнялась сухим академізмом, саме учителі цього спрямування заклали підвалини поетичної майстерності юного Мацуо Басьо. Натомість школа Данрін цінувала свіжість, експромт, швидкість; за один день деякі поети могли створити тисячі строф, вірші набували легкості, але не глибини, хоча з-поміж них зустрічались справжні поетичні знахідки на які спокушався уже зрілий поет-учитель Басьо, однак він засуджував надто велику поспішність і недбалість подібних творів.
Спливло двадцять років невпинних пошуків і спроб з часу першої публікації юнацьких віршів. Тільки у сорок років Басьо створив свій знаменитий стиль сьофу (стиль Басьо). В юнацькі роки, відвідуючи Кіото, Басьо писав вірші під впливом школи Теймон, а після переїзду в Едо він зблизився з поетами школи Данрін. Але відчувши ідейну й тематичну обмеженість обох шкіл хокку, що часто перетворювали поезію на словесну гру, він на початку 80-х років звернувся до китайської поезії танської епохи. У ній знайшов він глибоку концепцію світобудови й того місця, що посідає людина як поет і мислитель, у розумінні високої місії поета.
Для цього в японській національній поезії здавна склалися передумови: любов до майже аскетичної стислості, коли слова замовкають, а почуття ще говорять (йодзьо); усвідомлення злиття людини з природою в круговерті різних пір року; сум (у багатому спектрі відтінків) від того, що краса (вишневих квітів, кленового листя, любові і юності) така недовговічна. Хокку (або хайку) по канонічним правилам пишеться без рими в три рядки з такою кількістю складів: 5-7-5.
Учні Басьо склали сім збірників віршів свого вчителя і власних:
- «Зимові дні» («Фую-но хі», 1684);
- «Весняні дні» («Хару-но хі», 1686);
- «Затихле поле» («Но-дзарасі», 1689) з передмовою Басьо, де він указав, що саме в цій збірці з найбільшою силою виражене почуття сабі;
- «Гарбуз-горлянка» («Хісаго», 1690);
- «Солом'яний плащ мавпи» («Саруміно», книга 1-а, 1691);
- «Мішок вугілля» («Сумідавара», 1694) написана в новому стилі (карумі);
- «Солом'яний плащ мавпи» («Саруміно», книга 2-а, 1698) написана в новому стилі (карумі).

### Відомі вірші
古池や蛙飛びこむ水の音 / ふるいけや かはずとびこむ みずのおと / фуруіке я, кавадзу тобікому, мідзу но ото.
- На старім ставку жаба в воду плюснула — чули ви таку? (Микола Лукаш)
- Старий ставок. Пірнуло жабеня — Вода сплеснула (Іван Бондаренко)
- Старезний став! Стрибнула жаба. Сплеск води.

### Подорожні щоденники Мацуо Басьо
Подорожні ліричні щоденники містять описи пейзажів, зустрічей, історичних подій. У них включені власні вірші та цитати з творів видатних поетів. Кращим з них вважається «По стежинах Півночі» («Окуно хосоміті», 1689).
- «Кістки, що біліють у полі» — («Нодзарасі кіко», 1684—1685);
- «Мандрівка до Касіма» — («Касіма кіко», 1687);
- «Рукопис у дорожньому мішку» — («Оінокобумі», 1687—1688);
- «Мандрівки в Сарасіна» — («Сарасіна кіко», 1688);
- «Стежками Півночі» — («Окуно хосоміті», 1689).

### Правила поетичного паломнцтва
Тривалі й успішні мандрівки Мацуо Басьо ставали визначним явищем для місцевих спільнот. Відтак поголос про мандрівного вчителя-поета ще більше заохочував японських митців до схожих дій. Таким чином Басьо став зачинателем такого просвітницького руху в японському суспільстві. Відтак, пізніше, постала необхідність написання «Правил поетичного паломництва», які дослідники приписують перу поета. Особливий інтерес вони викликають тому, що створені для поетів-митців, тобто для людей, що сприймають світ загострено, всіма почуттями, всіма фібрами душі. Створені в 1670 році, в них вказується:
- Не спи двічі в тому ж готелі. Шукай циннівку (рогожу), яку ти ще не зігрівав своїм теплом;
- Не носи на поясі навіть кинджал, не вбивай ніякої живої тварини. Зустрічай свого ворога пана або ворога твого батька тільки за воротами, оскільки «Не живи під одним небом і не ходи по одній землі — цей закон відбувається з незмінного людського почуття»;
- Посуд і начиння повинні відповідати потребам однієї людини — не надто багато, не надто мало;
- Бажання плоті риби, птиці та тварин недобре. Потурання обжерливості і прагнення до рідкісних страв веде до надмірних задоволень. Пам'ятай висловлювання: «Їж просту їжу, і ти зможеш все»;
- Не виголошуй своїх віршів без прохання. Якщо попросять, не відмовляйся;
- Коли перебуваєш у важких і небезпечних місцях, не втомлюйся від подорожі, поверни назад з півдороги;
- Не користуйся конем або паланкіном. Думай про свою палицю, як про третю ногу;
- Не захоплюйся вином. Важко відмовитися на святі, важко зупинитися після того, як випито трохи. Не дозволяй собі ніякої грубості. Оскільки пияцтво огидно, в Китаї використовують неочищене саке. Тримайся подалі від саке, будь обережний!;
- Не забувай платити поромнику і давати чайові;
- Не згадуй про слабкості інших людей і своїх сильних сторонах. Ображати інших і вихваляти себе — дуже вульгарно;
- Якщо мова не йде про поезію, не базікай про всяку всячину і абстрактних матерії. Коли розмова стосується подібних тем, розслабся і подрімай;
- Не вступай в близькі стосунки з жінками, котрі пишуть хайку, це не приносить добра ні вчителям, ні учням. Якщо вона прагне дізнатися більше про хайку, вчи її за посередництвом інших. Завдання чоловіків і жінок — виробляти потомство. Розваги перешкоджають глибині і цілісності свідомості. Нехай хайку починається з концентрації і нестачі розваг. Придивіться до самого себе;
- Ти не повинен брати голку або травинку, якщо вона не належить тобі. Гори, струмки, річки, болота — все має своїх господарів. Пам'ятай про це і будь обережний;
- Відвідуй гори, річки та історичні місця. Не давай їм нових імен;
- Будь вдячний людині, яка навчила тебе хоча б одному слову. Не намагайся вчити, поки сам не зрозумієш все повністю. Вчити можна тільки після завершення самовдосконалення;
- Не стався зі зневагою до кожного, хто дав тобі притулок хоча б на одну ніч або хоча б раз нагодував. Але не лести людям. Хто чинить так — шахрай в цьому світі. Ті, що йдуть шляхом хайку повинні спілкуватися з іншими, що йдуть тим же шляхом;
- Думай вранці, думай вечорами. Не подорожуй на початку і наприкінці дня. Не турбуй інших людей. Пам'ятай: якщо ти часто турбуєш інших людей, вони віддаляться від тебе.

### Інша творчість Мацуо Басьо
Серед інших прозових творів Басьо особливо виділяються «Записки в клітках Примарного життя» (1690) — поема в прозі, як іноді називають цей твір. У ньому поет розповів про своє щасливе життя протягом кількох місяців в гірській хатині на південному березі озера Бива, неподалік від містечка Дзедзі.

## Вплив на світову культуру та вшанування Мацуо Басьо
Творчість Басьо відома у багатьох країнах світу і перекладена на багато мов, а в Японії його поезія відтворена на пам'ятниках і у визначних місцях. Поезія і естетика Басьо істотно вплинули на японську літературу того часу, а «стиль Басьо» визначив розвиток японської поезії майже на 200 років.

### Вплив Мацуо Басьо на японську культуру та літературу
Басьо створив не тільки вірші хайку і прозу хайбун, а й образ поета-мандрівника — благородного чоловіка, зовні аскетичного, в злиденному вбранні, далекого від усього мирського, водночас який усвідомлює сумну причетність до всього, що відбувається в світі, що проповідує свідоме «спрощення». Поетові хайку властива: одержимість мандрами, дзен-буддійське вміння велике втілювати в малому, усвідомлення тлінності світу, крихкості і мінливості життя, самотності людини у всесвіті, терпкої гіркоти буття, відчуття нерозривності природи і людини, надчутливість до всіх явищ природи і зміну пір року. Ідеал такої людини — бідність, простота, щирість, стан духовної зосередженості, необхідне для осягнення речей, а й легкість, прозорість вірша, вміння зображати вічне в поточному.
У становленні хайку, в набутті ними тих рис, які переважно характеризують цей жанр і сьогодні, головна заслуга належить Басьо і його учням.

### Вплив творчості Мацуо Басьо в Україні
Якщо за радянського часу з творчістю Мацуо Басьо пересікалися, зазвичай, українські інтелектуали та літератори, то вже за часів незалежності дедалі більше українців знайомилися з ним. А від часу введення в шкільну програму творів Мацуо Басьо, він став відомий й пересічним українцям різного віку.
На українську мову Мацуо Басьо перекладали Микола Лукаш, Іван Бондаренко та Геннадій Турков.
Серед хокку, перекладених на українську мову: «Крук — немилий птах…», «Мій слуга дрімав…», «Білий лотос-цвіт…», «На старім ставку…», «На голій гілці…», «Пушу коня вбрід…», «Із далеких літ…», «Мавпа зойкне — співчуття…», «Довгий, довгий шлях…»; «Я, метеличок…», «Стародавній став», «Між квітками ґедзь…», «Широкі поля», «Ох, як я заріс…», «Тиша і сумир», «Знов осінній дощ», «В рибній — ні душі», «Осінь. Сльота», «Подорожній я…»; «На морськім розі…»; «Не блигомий світ…»; «Квіття горове…»; «Зозулі розспів…»; «Хворий журавель»; «Баклани в човнах», «Холод, ніч, нудьга…», «Ґедзь на будяку…», «Як шумить-гуде банан…», «Отакий я єсть…», «На старім ставку…», «Степу рівняна…», «Я заріс, як щіть…», «Видиться мені…», «Вже й по маю — ах!», «Трава-мурава…», «Тиша, мир і лад», «Осінь із дощем…», «Зсохнеться ось-ось…», «Окуні морські…», «Рушу, й раптом -хить!», «Чистий водоспад…», «Побравши ціпки…», «Довгий, довгий шлях…», «Чом так постарів…», «Осінь-праосінь…», «В мандрах я знеміг…», «Десять літ тут жив…», «Мавпа зойкне — співчуття…», «Цілував би — жаль…», «Рік кінчивсь, а мандри — ні…», «Жаль на серце впав…», «Я, метеличок…», «Мандрівник — і все…», «Берег високий…», «Із далеких літ…», «Тяжка година!», «Квіття горове», «Зозулі розспів…», «Чужина чужа…», «В мандрах десь і вмру…», «Кулюсь на коні…», «Сакура стара…», «Журавель знеміг…», «Ніч шляхи мела…», «Виходжу з Кінчу…», «Он рибалка-птах…», «Білий лотос-цвіт…», «Червень на поріг…», «Стань, мандрівцю, глянь…», «Чи весна прийшла…»
- Мацуо Басьо. [Лірика] / Пер. М. Лукаш, Г. Турков // Всесвітня л-ра в серед, навч. закл. України, 1998. -№ 12. -С. 6-7. — Переклади вміщено у ct.: М. Борецький. Природа в поезії // Там само. — С. 5-8. (Зміст: «Крук — немилий птах…»; «Степу рівнява…»; «Тиша, мир і лад…»; «Журавель знеміг»; «Чому так постарів…»; «Осінь із дощем…» та ін.).
- Мацуо Басьо. «добре придивився…»; «зрушся могило…»; «тайфун пройшов…»; «перший сніг…»; «подвір'я замівши…»; «чисте поле…»; «за колосок…»; «і те і се…»; «старенька сакура…»; «на Кам'яній горі…»; «глибока осінь…»; «рік кінчається…»; «вечір над морем…»; «воювали воювали…»; «ніч яка місячна…»; «о зозуле…»; «упала…»; «о ця дорога…»; «блиснула блискавка…»: Хайку / 3 яп. пер. М. Федоришин // Всесвіт. — 1984. — № 8. -С. 134.
- Мацуо Басьо. Поезії / Пер. з яп. та комент. Г. Туркова // Всесвітня л-ра в серед, навч. закл. України, 2001. — № 11-С. 54 (Зміст: Перший день Нового року; Коржі на папороті; Сакура; Старість солов'я; Обличчя дня; Початок осені; Портрет друга; Холод; Зимування; Кінець року та ін).
- Мацуо Басьо. Поезії: Пер. з яп. / Упоряд., пер., передм. та приміт. Г. Туркова. — К.: Дніпро, 1991. — 189, [4] с. -(Перлини світ, лірики).
- Мацуо Басьо. Солом'яний плащ мавпи: Поетична збірка / А. Г. Сіренко (поетичний пер., впоряд.та передм.) — К.: Укр. Видавнича Спілка, 2001. −91 с.
- Мацуо Басьо. Хоку / Пер. з яп. М. Лукаш // Тисячоліття: Поетичний переклад України-Русі — К , 1995. — С. 651—652. (Зміст: «На старім ставку…»; «Ґедзь на будяку…»; «Степу рівнява».."; «Я заріс, як щіть»; «Видиться мені…»; «Вже й по маю — ах!»).

### Пошанування поета усвіті
На честь Мацуо Басьо названо кратер на Меркурії.

## Переклади
- Мацуо Басьо (1644—1694). Поезії: [980 хоку] / Мацуо Басьо ; пер. з яп., вступ. ст. та прим. В. Панченка. — 2-ге вид. — Київ: Веселка, 2016. — 310, [1] с. : іл. ; 22 см. — Назва паліт. та текст парал. укр., яп. — Назва тит. арк. також парал. яп. — 500 пр. — ISBN 978-966-01-6001-9
- Мацуо Башьо. Стежками півночі («Оку-но хосомічі»): пер. з яп. та передм. І. Бондаренка, Т. Комарницької. КИїв: Видавничий дім Дмитра Бураго, 2014.
- Мацуо Басьо. Поезії: пер. з яп., передмова і примітки В. Панченка. — К.: Веселка, 2016. — 312 с.
- Лукаш М. О. Від Боккаччо до Аполлінера [Архівовано 7 травня 2017 у Wayback Machine.] переклади / Микола Лукаш. — К.: Дніпро, 1990. — 510 с. ISBN 5-308-00748-9